# Madonna in trono e santi (Costa)
La Madonna in trono e santi è un dipinto a olio su tavola di Lorenzo Costa il Vecchio, databile al 1525 e conservato nella basilica di Sant'Andrea a Mantova.